# 28-cm-Kanone 5 (E)
Die 28-cm-Kanone 5 (E) (kurz: K 5) war ein Eisenbahngeschütz der deutschen Wehrmacht im Zweiten Weltkrieg.

## Geschichte
Die K 5 wurde ab 1934 von Krupp in Essen entwickelt und von 1937 an in Zusammenarbeit mit Hanomag in Hannover hergestellt. Bis Februar 1940 wurden acht, bis 1945 insgesamt 25 K 5 gebaut. Der Herstellungspreis des Geschützes betrug 1.250.000 RM.
Damit war die K 5 das Standardgeschütz der deutschen Eisenbahnartillerie im Zweiten Weltkrieg. Es gilt gemeinhin als der technische Höhepunkt dieses Waffenkonzeptes, das sich jedoch durch die Entwicklung des Luftkrieges überholt hatte, da Bomber eine ähnliche Wirkung wirtschaftlicher erreichen konnten. Zudem bedrohten alliierte Bomber die Schienennetze, auf die dieser Waffentyp zwingend angewiesen war.
Das Geschütz hatte ein Kaliber von 28,3 cm und konnte ohne größere Umbauten auf einem großen Teil des Eisenbahnnetzes gefahren werden.
Das 21,538 m lange Geschützrohr war das erste in Deutschland eigens für diesen Zweck konstruierte, von Sonderkonstruktionen wie dem Paris-Geschütz und der K 12 abgesehen. Es hatte zunächst 10-mm-Tiefzüge; deren Tiefe wurde nach auftretenden Rissen auf 7 mm verringert. Es war in einer Rohrwiege auf einer Rahmenlafette gelagert, die auf zwei sechsachsigen Drehgestellen ruhte. Die Rohrlebensdauer betrug ungefähr 240 Schuss, danach galt es als verschlissen.
Das Geschütz wurde von einem eigenen Generator mit Energie versorgt und auf das jeweils nächste Ziel ausgerichtet.
Nach unbefriedigenden Versuchen zur Reichweitensteigerung mit dem Einsatz von Granaten mit Raketenzusatzantrieb, die auf dem Schießplatz Rügenwalde-Bad in Hinterpommern durchgeführt worden waren, wurden einige Rohre zu Glattrohren vom Kaliber 31 cm aufgebohrt, um unterkalibrige Treibspiegelgeschosse („Peenemünder Pfeilgeschoss“) einzusetzen. Diese erhielten den Suggestivnamen „Schlanke Bertha“.
Die Höchstschussweite des 255,5 kg schweren Geschosses betrug 62.400 m. Die Granaten mit Raketenzusatzantrieb erreichten 86.500 m und die unterkalibrigen Treibspiegelgeschosse mit Stabilisierungsflügeln für das 310-mm-Rohr 160 km. Das Laden eines Geschosses dauerte drei bis fünf Minuten.
Die K 5 wurde u. a. bei den Eisenbahnartilleriebatterien 712, 713 und 765 eingesetzt.

## Typen
- 15-cm-Kanone 5M (Züge mit gekrümmten Rippen, Prototyp)
- 15-cm-Kanone 5MKu (Prototyp)
- 28-cm-Kanone 5 T 10 (E) (10 mm Zugtiefe, 12 Züge)
- 28-cm-Kanone 5 T 7 (E) (7 mm Zugtiefe, 12 Züge)
- 28-cm-Kanone 5 Vz (E) (7 mm Zugtiefe, 60 Züge)
- 31-cm-Kanone 5 gl (E) (Glattrohrkanone)

(das „(E)“ steht für Eisenbahngeschütz)

## Verbleib
Heute sind noch zwei Exemplare des K 5 (E) zu besichtigen. „Leopold“ und „Robert“ sind die Spitznamen der 1944 an der Anzio-Front in Italien eingesetzten K 5 (E). Sie wurden dort von US-Truppen nach der Zerstörung der Gleisverbindungen erbeutet und in die Vereinigten Staaten verschifft. „Leopold“ wurde mit entsprechenden Teilen von „Robert“ restauriert und befand sich in nahezu vollständigem Zustand im United States Army Ordnance Museum in Aberdeen/Maryland. Seit der Restrukturierung der amerikanischen Militärbasen ab 2010 befindet sich das Museum in Fort Lee, bei Petersburg, Virginia. „Robert“ wurde später verschrottet.
Ein zweites erhaltenes Geschütz steht im Batterie-Todt-Museum nahe Cap Gris-Nez, bei Audinghen, Frankreich.
Als eine Weiterentwicklung aus der Zeit des Kalten Krieges wird das M65-Geschütz angesehen, das jedoch auf der Straße transportiert wurde und zum Einsatz mit nuklearen Granaten vorgesehen war. Dieses Geschütz hatte jedoch eine geringere Reichweite von etwa 29 km.

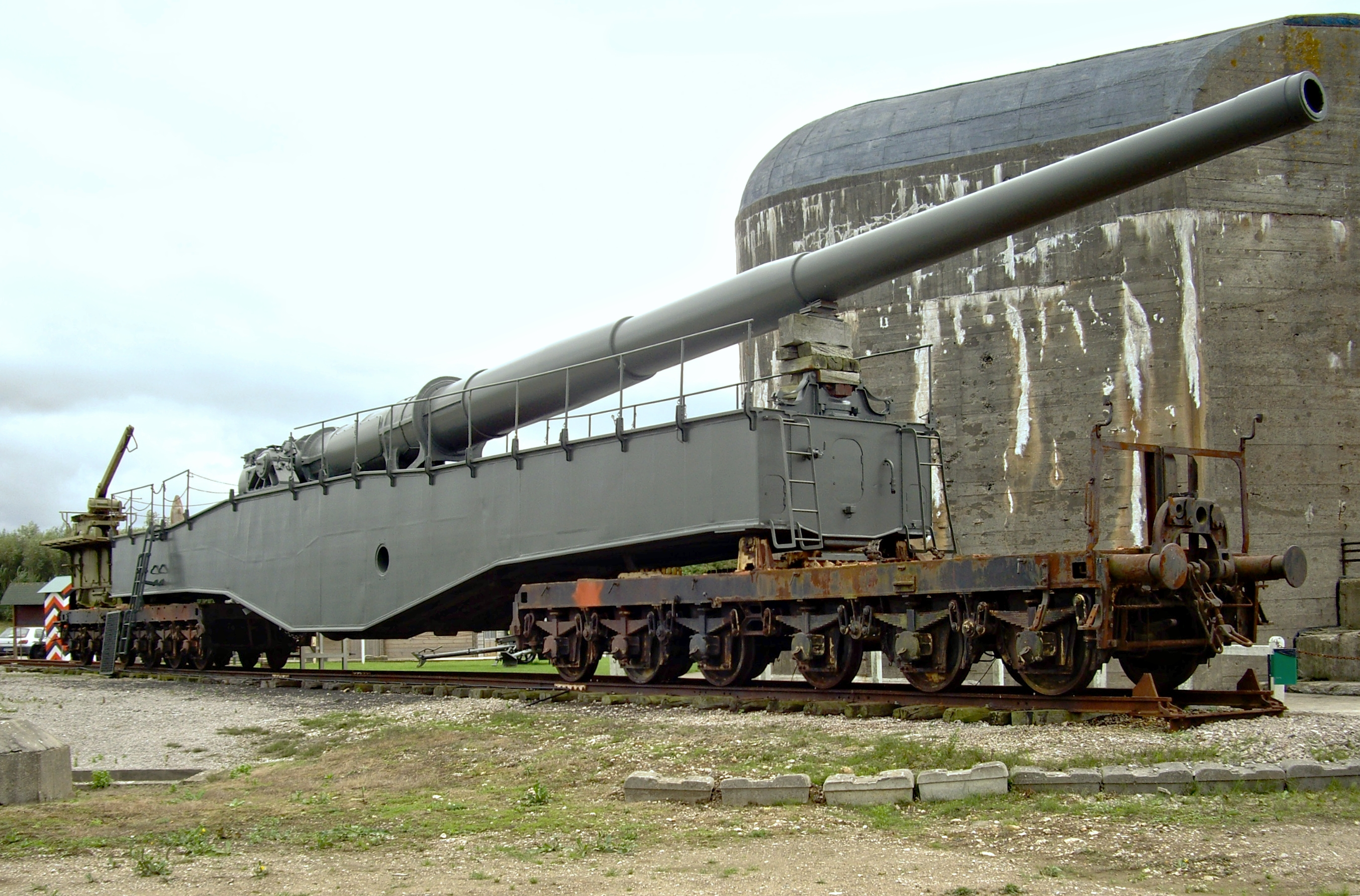
Krupp K 5 (E) in Audinghen,  Batterie-Todt-Museum
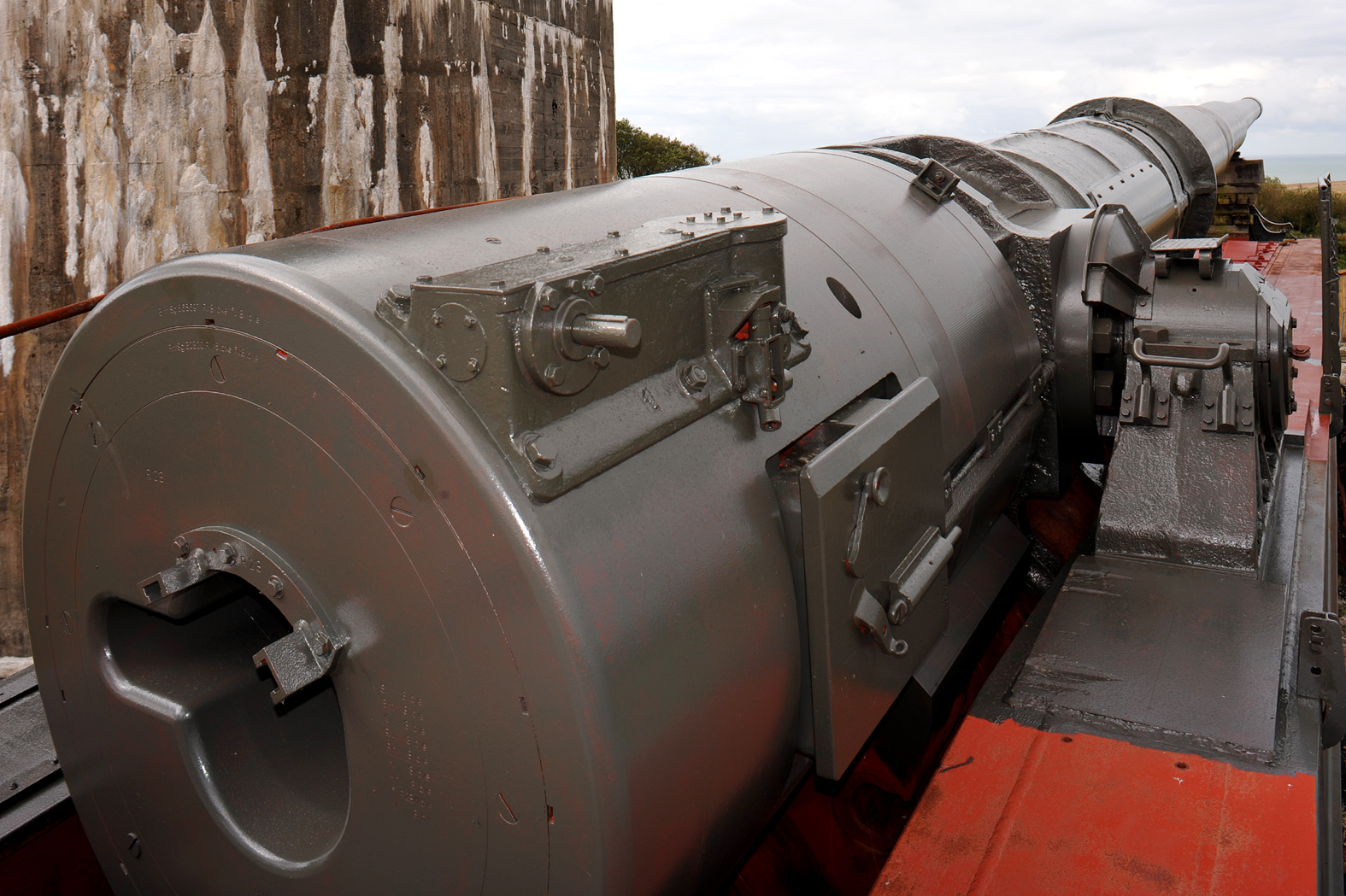
Krupp K 5 (E) in Audinghen
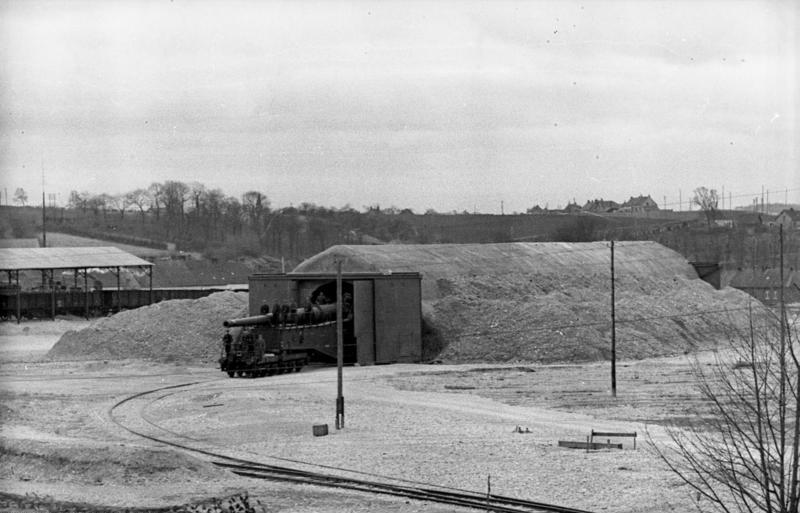
K 5 (E) in einem Dombunker, im Steinbruch von Hydrequant
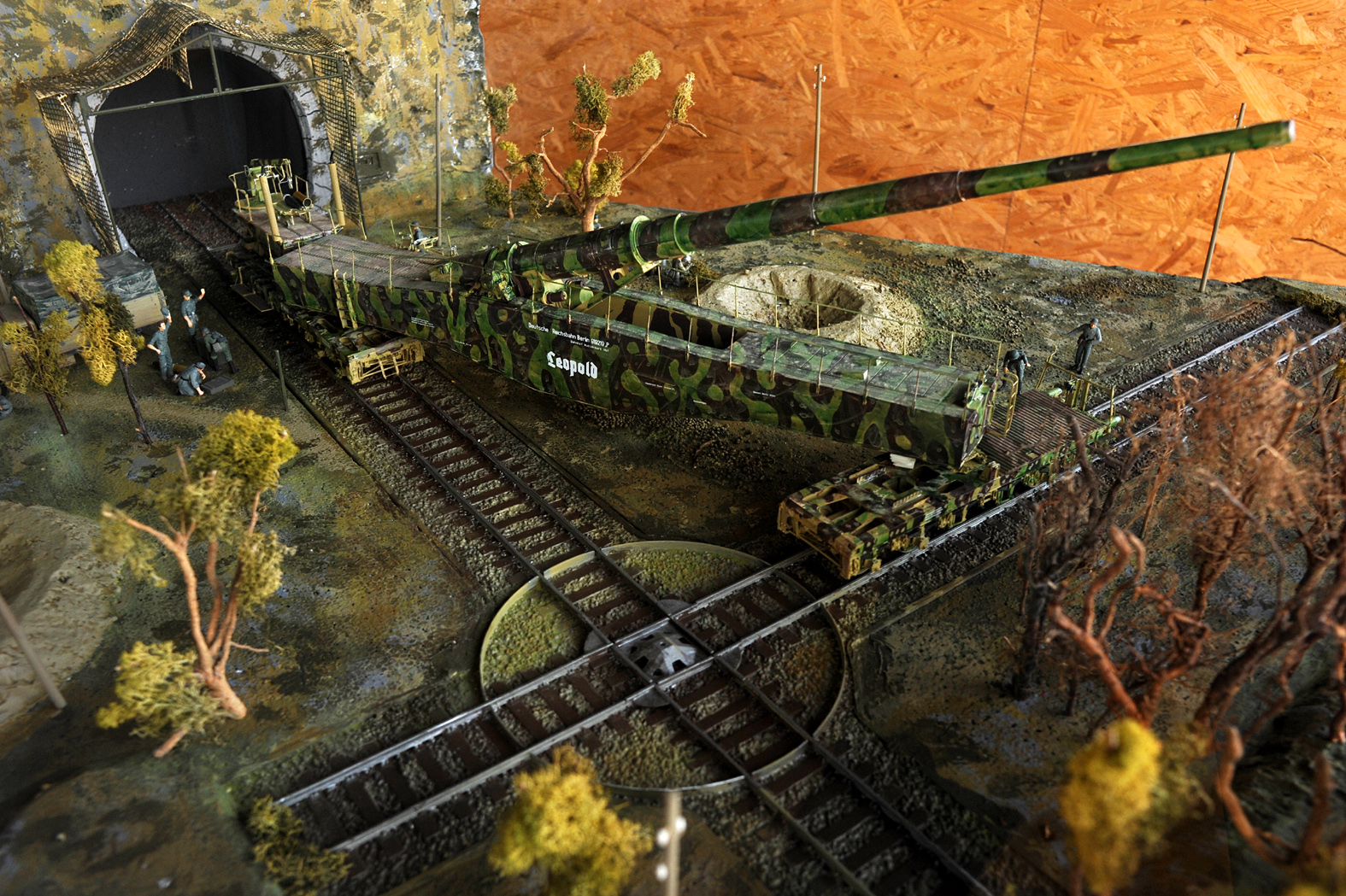
Modell von Leopold auf einer Richtdrehscheibe